# Кременчук (станція)
Кременчу́к — позакласна сортувальна залізнична станція Південної залізниці на електрифікованій лінії Харків — Полтава — Знам'янка — Миколаїв. Розташована в однойменному місті Полтавської області.

## Історія
Залізнична історія Кременчука починається з 1860 року, коли було ухвалено рішення про будівництво залізниці, яка мала на меті сполучити Харків з морськими портами на Чорному морі. Через Кременчук проходили купці, що торгували турецькими товарами. У 1754 році в місті була заснована  митниця.

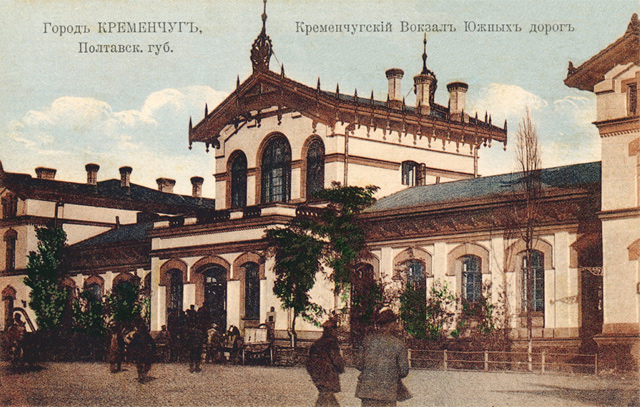
Вокзал станції Кременчук до початку німецько-радянської війни
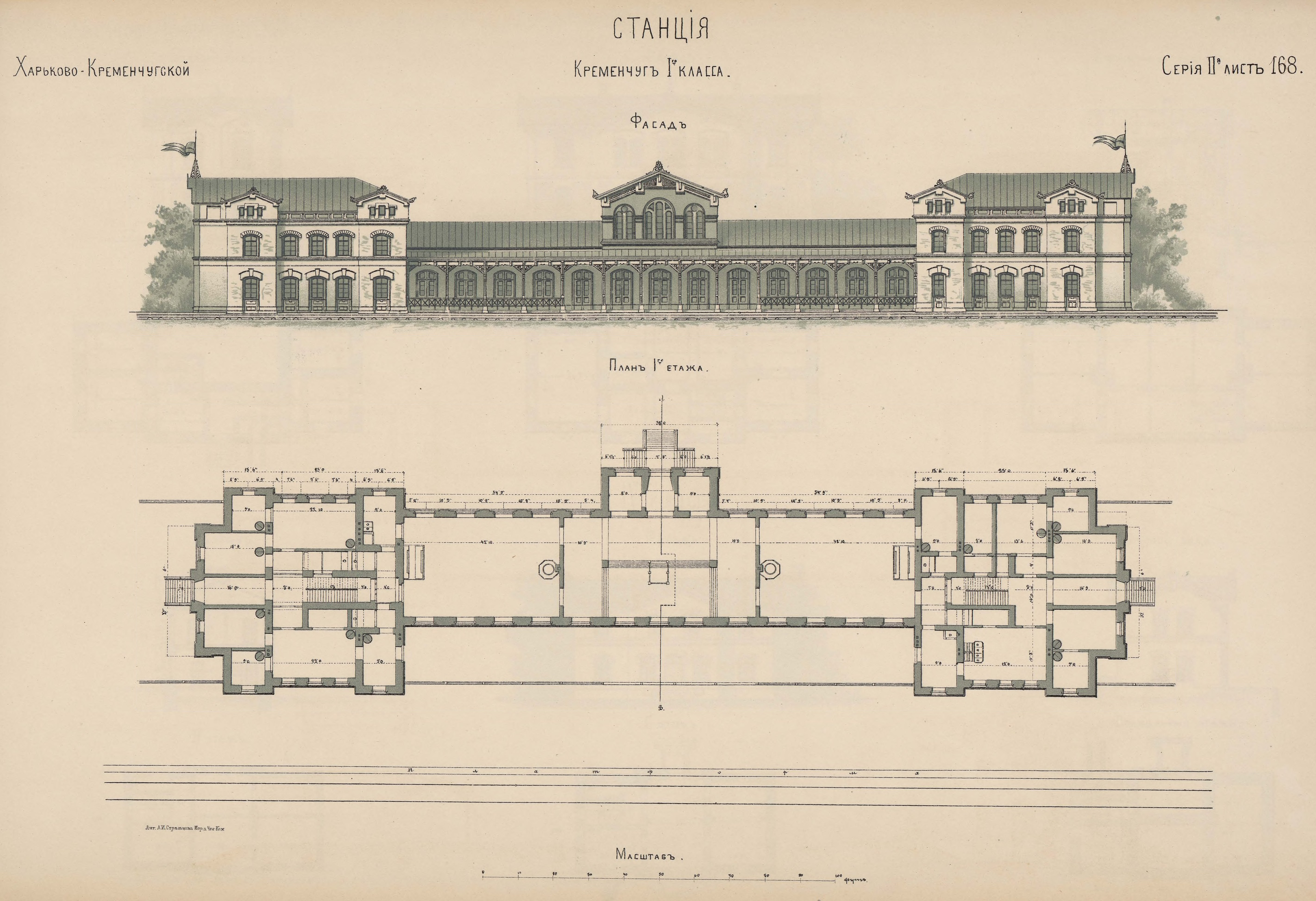
Креслення довоєнної будівлі
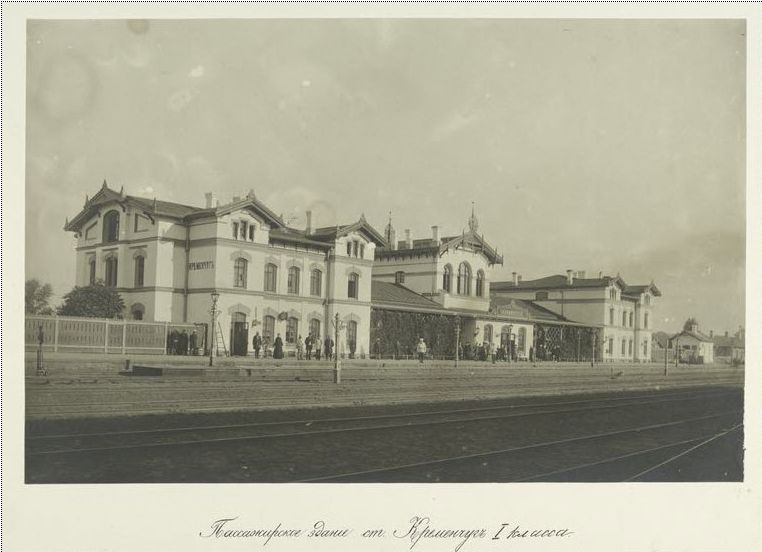
Вигляд на довоєнну будівлю вокзалу з боку платформ

Будівництво Харківсько-Миколаївської залізниці тривало з 1869 по 1873 роки. Регулярний рух поїздів лінією Полтава — Кременчук розпочався у 1870 році. Ярмаркова площа продовжується вздовж лінії залізниці, де був побудований лицьовим фасадом до площі вокзал станції 1-го класу. У путівнику Дніпром на початку XX століття зазначено — «світла, охайна, досить простора будівля вокзалу справляє гарне враження, особливо після казармоподібного Київського вокзалу». Безпосередньо перед вокзалом був облаштований невеликий сквер, навколо якого розташувалися готелі, трактири, крамниці, лавочки. На Привокзальній площі закінчувалася Олександрівська вулиця (нині — вул. Університетська). Через те, що на Олександрівській вулиці знаходився вокзал, пароплавні пристані, базар, завжди було чимало приїжджих. На вулиці активно споруджуються готелі та гостьові двори: «Бель-Вю», «Варшава», «Ромни», «Швейцарія», «Оріон», «Купецькі» і «Гомелевскіе» номери, трактири.
7 квітня 1872 року побудований Крюківський міст через річку Дніпро, що сприяло прокладанню залізниці далі на південь. У 1888 році Кременчук сполучав з балтійським портом Либава (нині — Лієпая). Два залізничні вокзали — Кременчук-Пасажирський та Крюків-на-Дніпрі, велика пристань — своєрідні ворота міста, які прийняли новий потік купців і підприємців, що призвело до збільшення міського бюджету. У 1874 році відкриті вагоноремонтні майстерні Харківсько-Миколаївської залізниці, на базі яких надалі утворений Крюківський вагонобудівний завод. У 1881 році відбувся перший страйк робітників залізничних майстерень. 18 травня 1885 року розпорядженням Комітету міністрів і скарбниці було розпочато будівництво лінії Кременчук — Ромни (завдовжки 200 верст).
У 1901—1904 роках у Крюківських майстернях відбулися знову страйки. 10 жовтня 1905 року робітники майстерень та залізничники кременчуцького вузла, проявляючи солідарність із залізничниками Москви, почали страйк. 12 грудня 1905 року в ході загального страйку робітники захопили станцію, депо, відбулися страйки у вагонних майстернях. Керували революційним рухом робітники майстерень П. І. Водяницький, І. Ф. Котлов, А. К. Потапов-Годін, П. І. Свистун, А. К. Сербіченка, І. Шакун.
Залізничники Кременчука брали активну участь в Громадянській війні. На лініях кременчуцького вузла точилися бої з бронепоїздів. Кременчук неодноразово переходив з рук у руки. У 1918 році в складі дивізії Української Народної Республіки, на Кременчуцький вокзал приїжджав письменник Володимир Сосюра. У травні 1920 року під час боротьби з білополяками у будівлі вокзалу розташовувалися органи управління Південно-Західним фронтом. Членом Реввійськради Південно-Західного фронту був Йосип Сталін, який прибув до Кременчука 29 травня 1920 року. Його квартира знаходилася на вулиці Київській (нині — вулиця Перемоги), а робочий кабінет був у будівлі вокзалу, де брав участь у розробці плану наступу на білополяків, а також відбулася його зустріч з командним складом 1-ї кінної армії. Війна завдала чималої шкоди залізничній інфраструктурі. У 1920-ті роки пошкоджена інфраструктура була відновлена.
З початку німецько-радянської війни з Кременчука вивезено 1100 вагонів матеріальних цінностей. У 1943 році будівля залізничного вокзалу була вщент зруйнована. 29 вересня 1943 року місто Кременчук було звільнено від німецько-фашистських загарбників. Після війни будівлю вокзалу відновлено як одну з перших в місті. Архітекторами  вокзалу були Євген Лимар та Петро Арєшкін. На руїнах міста працювали добровольці, які витягли більше 1 млн цеглин. У вихідні дні збиралося майже все доросле населення міста. Вироби з дерева виготовив деревообробний комбінат, опалювальні прилади — завод «Кредмаш», клей, оліфу, вапно — шкірзавод № 13, арматуру, фарбу, пресовану фанеру — Крюківський вагонобудівний завод. Відсутні матеріали для покрівлі виділило автомобільне міністерство. До кінця 1945 року кам'яні роботи були переважно завершені. 6 листопада 1946 року відбулося урочисте відкриття будівлі вокзалу, який був відбудований за попереднім планом і розмірами довоєнного, проте оздоблення фасадів та внутрішнє планування істотно було змінено.
Бита цегла, всіляке будівельне сміття звалили тут же, у скверику перед вокзалом. Так утворилася сучасна Привокзальна площа, у глибині якої залишився зовсім крихітний скверик. З боку скверу МЮДа була встановлена скульптура «Сталін і Ленін у Горках». Вожді були зображені сидячи на лавці. З нагоди 70-річчя з дня народження Сталіна, 23 грудня 1949 року на вокзалі встановлена мармурова меморіальна дошка з текстом українською та російською мовами: «Під час громадянської війни у цьому будинку працював товариш Сталін Й. В. 29 V — 20 VI 1920». Після викриття культу Сталіна меморіальну дошку демонтовано, скульптурну групу прибрано, а на її місці облаштували фонтан.
У 1960—1970-х роках почалося будівництво багатьох промислових підприємств, що викликало розвиток залізничних перевезень. У цей же період введені  тепловозна тяга, автоблокування, модернізована залізнична техніка. У локомотивному депо станції почали експлуатуватися потужні вантажні тепловози 2ТЕ116. Локомотивне депо було одним з перших, куди почали надходити ці машини.

## Сучасність
Кременчуцький залізничний вузол — комплекс потужних підприємств, якими виконується понад 80 % навантаження в Полтавській дирекції та понад 60 % на Південній залізниці.  До складу Кременчуцького вузла входять 8 станцій: Кременчук, Кагамлицька, Золотнишине, Крюків-на-Дніпрі, Редути, Лівобережна, Велика Кахнівка, Світловодськ, кожна з яких обслуговує окремі профільні підприємства. У сфері обслуговування станція Крюків-на-Дніпрі — кар'єроуправління, вагонобудівний та сталеливарний заводи, Лівобережна — Світловодське кар'єроуправління та об'єднання «Дніпроенергобуд», Редути — гранітний кар'єр і щебневий завод, Велика Кахнівка — автозавод КрАЗ та колісний завод, Світловодськ — заводи залізобетонних конструкцій і завод з виготовлення силікатної цегли.
На залізному вузлі виконуються навантаження залізної руди (100 % на Південній залізниці), нафтоналивних вантажів (70 %), будівельних вантажів (90 %). Головний пункт підготовки складів під навантаження — станція Кременчук. На станції Кагамлицька — промивально-пропарювальна станція. На станціях Кременчук та Золотнишине були обладнані спеціальні пункти підготовки вагонів, на станції Кагамлицька виконаний великий обсяг ремонтних робіт, так як останнім часом на вузлі зросла потреба у відправленні наливних вантажів. На гірковому  комплексі станції Кременчук в середньому за добу переробляється 1700 вагонів.
Кременчук — є великою сортувальною станцією, яка складається із Передгіркового, Сортувального та приймально-відправного парку «Череднички».
У Кременчуці базується локомотивне депо (ТЧ-6), яке обслуговується тепловозами 2ТЕ116, ТЕП70, ТЕП150 (№ 001—004) і ЧМЕ3, підрозділ Полтавського вагонної дільниці (ВЧ-4), дистанція колії (ПЧ-12). У 2007 році створена Кременчуцька дистанція електропостачання (ЕЧ-8). Таким чином, Кременчук є одним з найважливіших залізничних вузлів не лише Полтавської дирекції та Південної залізниці, але і всієї мережі залізниць України.
У 2005 році Південна залізниця Державної адміністрації залізничного транспорту «Укрзалізниця» провела реконструкцію будівлі вокзалу. Реконструкція тривала з квітня по вересень, до Дня міста, 28 вересня, була завершена. Відремонтовано не лише приміщення вокзалу, а й Привокзальна площа з пероном. Будівельники повністю замінили вікна, систему опалення, зробили гранітну підлогу, оновили кімнату матері і дитини та камери схову, всередині вокзалу капітально відремонтовані квиткові каси, зал чекання, кафе, пункт зв'язку, аптека, відліл поліції та туалети. Місткість вокзалу після реконструкції склала близько 1000 осіб. У серпні 2005 року вокзал урочисто відкритий після реконструкції.
19 січня 2006 року був призначений регіональний швидкісний поїзд № 173/174 «Кремінь» сполученням Кременчук — Київ, а згодом і поїзд № 177/178 «Дніпровські зорі» сполученням Харків — Кременчук.
З 12 січня 2009 року на ділянці Кременчук — Знам'янка відкритий рух поїздів під електротягою. Лінія електрифікована змінним струмом (~25 кВ).
Впродовж 2010—2011 років електрифікована лінія Кременчук — Полтава. У 2007 році в Кременчуці створена нова дистанція електропостачання (ЕЧ-8), яку очолив В. Г. Гордієвський.

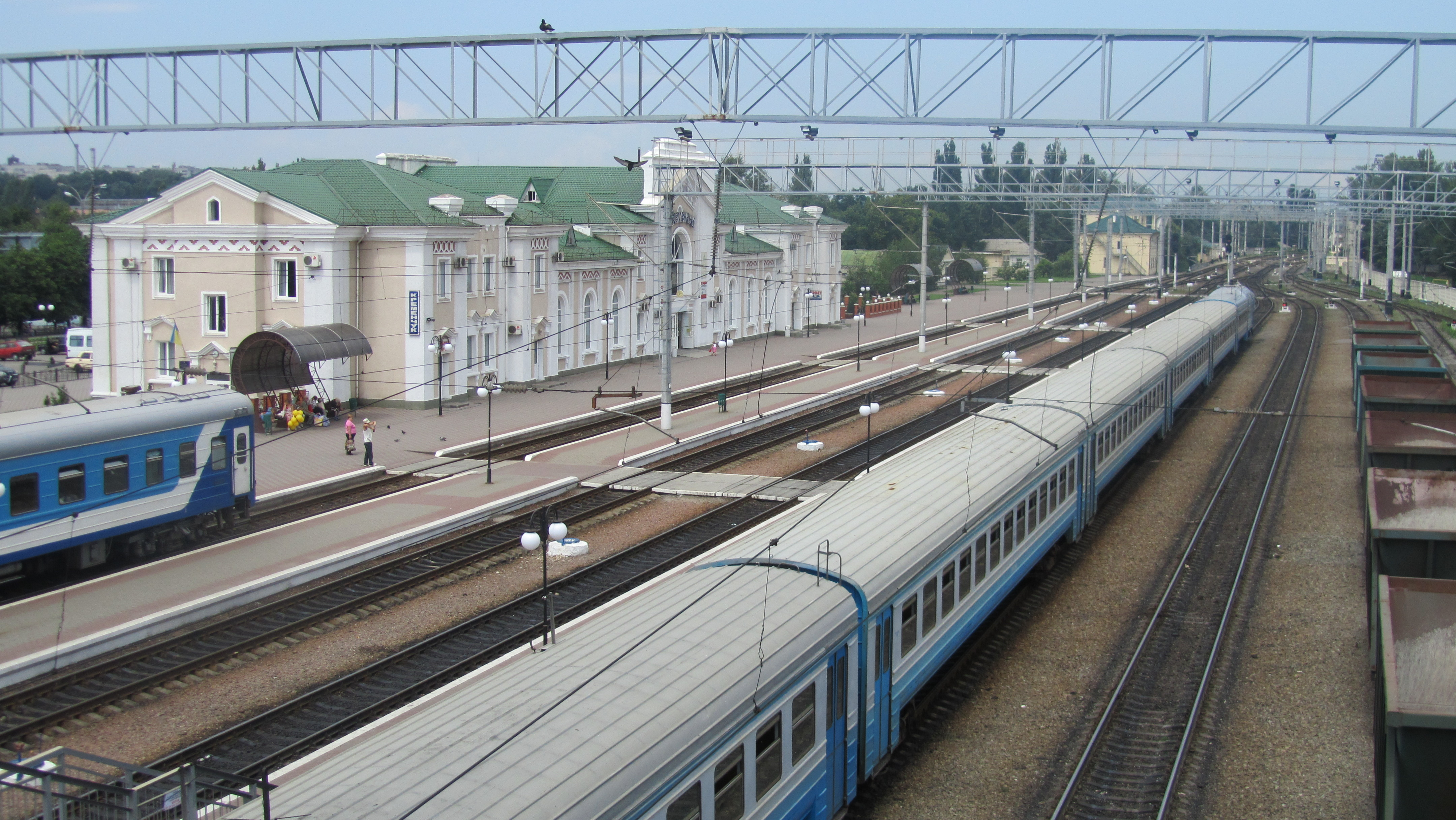
Вокзал станції Кременчук
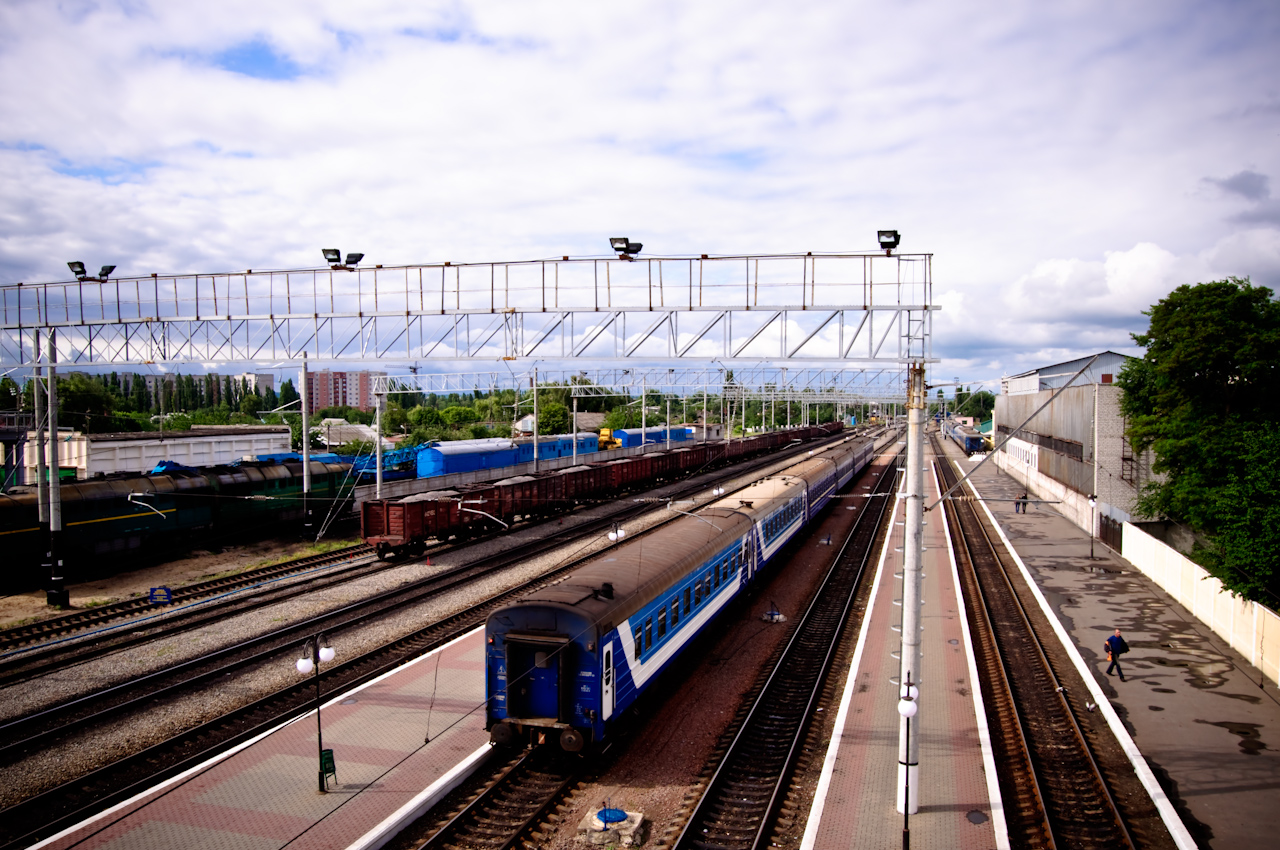
Краєвид у напрямку Крюківського мосту
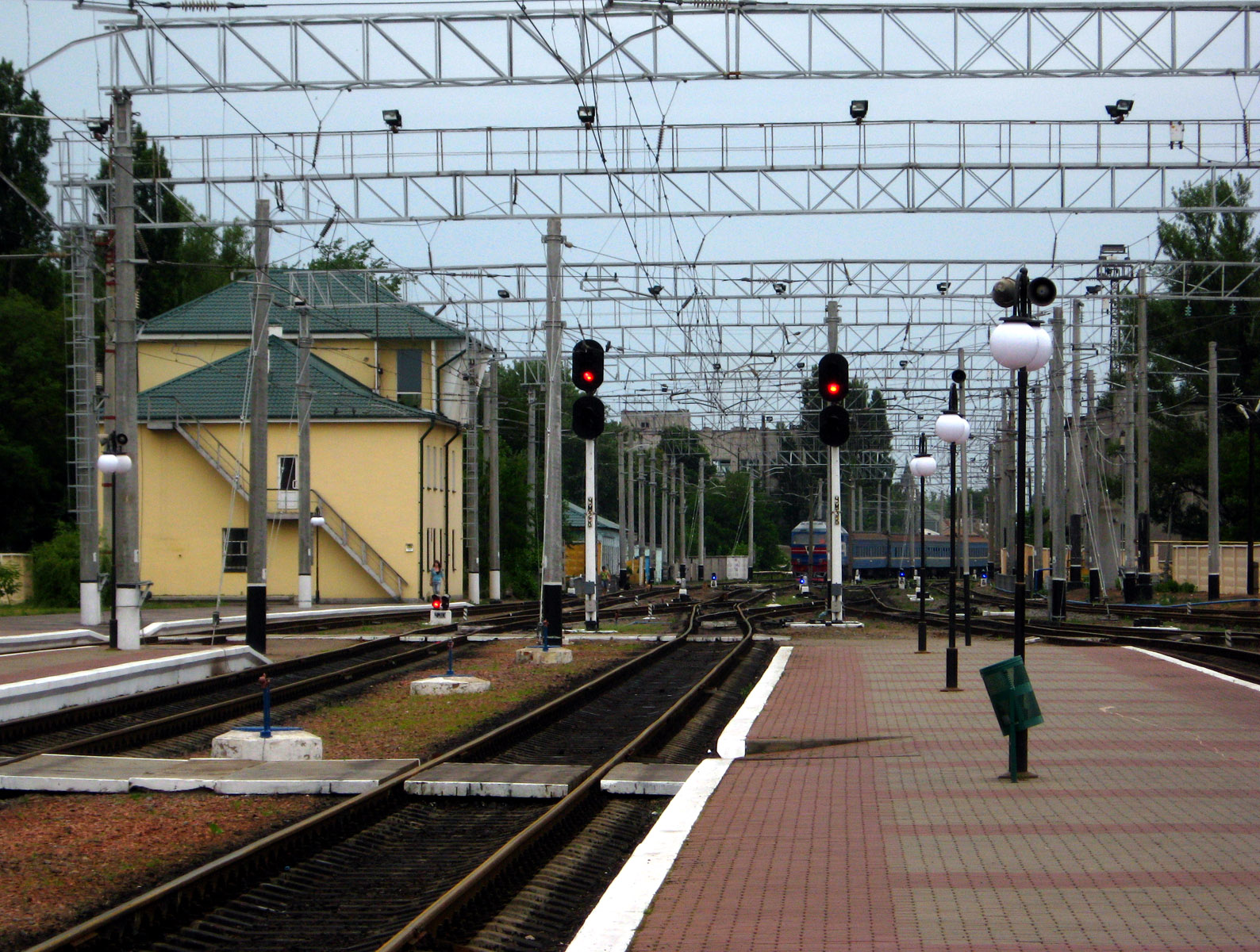
Краєвид у протилежному напрямку
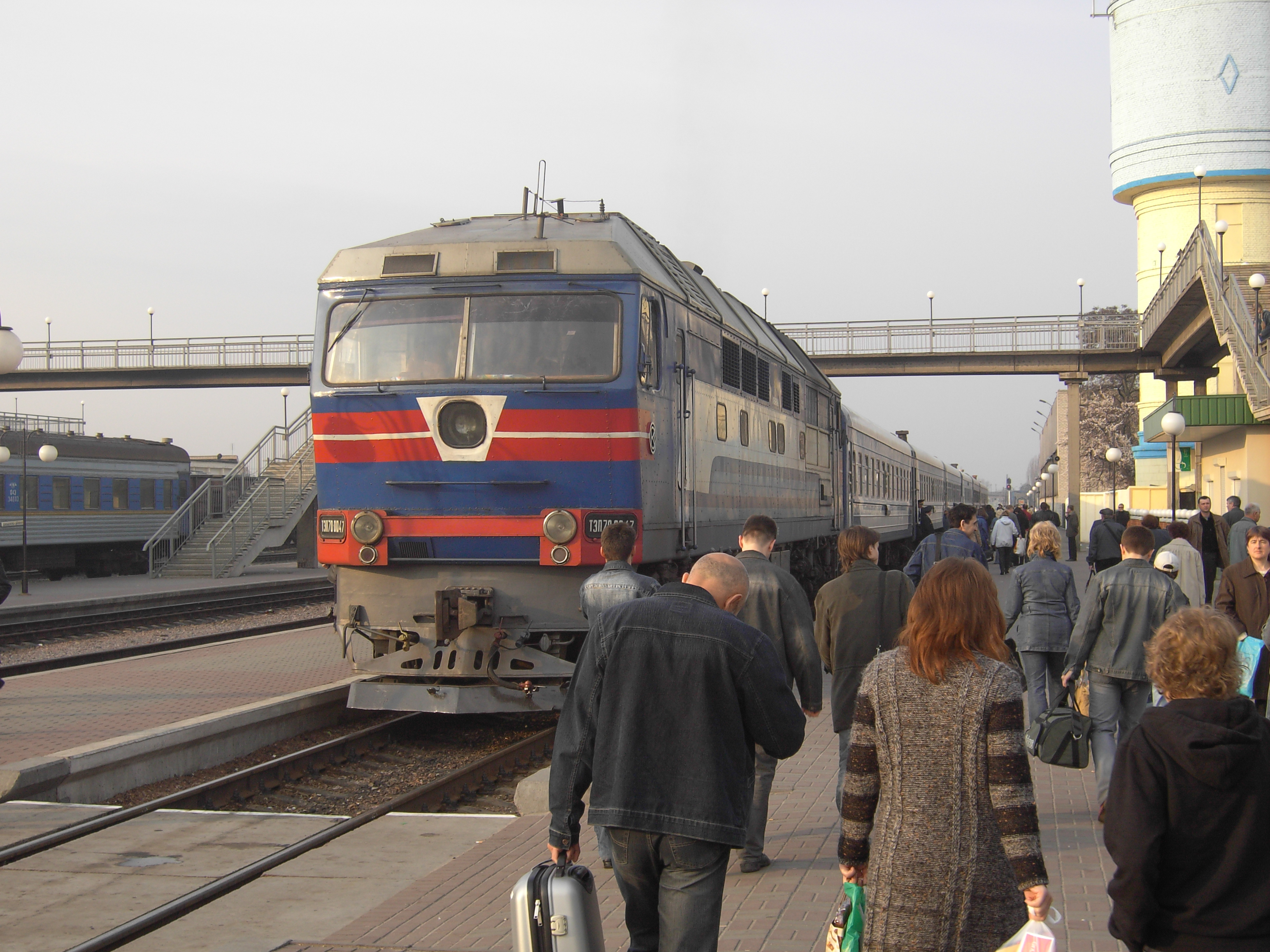
ТЕП70-0047 на станції Кременчук

## Пасажирське сполучення
На станції Кременчук зупиняються поїзди далекого та приміського сполучення.
Далеке сполучення
| Рух пасажирських поїздів по станції Кременчук |                                        | |
| №                                             | Маршрут сполучення                     | Періодичність курсування |
| 7/8 «Пальміра»                                | Харків — Одеса                         | Через день |
| 59/60 «Чайка»                                 | Харків — Одеса                         | Через день |
| 125/126                                       | Кременчук — Мукачево                   | Призначений з 7 серпня 2025 року, через день. З часу призначення цей поїзд мав сполучення Кременчук — Чернівці. Згодом, йому та поїзду Харків — Ужгород змінено кінцеві зупинки після Львова, з Харкова поїзд курсує до Чернівців, а кременчуцький — до Ужгорода. |
| 259/260                                       | Кременчук — Чоп                        | Призначений з 3 вересня 2025 року щосереди, щосуботи, щонеділі |
| 791/792                                       | Київ — Кременчук                       | Щоденно |
| Скасовані поїзди                              |                                        | |
| 125/126                                       | Кременчук — Ужгород                    | Призначався з 15 грудня 2024 року, через день. |
| 127/128                                       | Харків — Ковель                        | Скасований, курсував через день |
| 129/130                                       | Кременчук — Івано-Франківськ / Ворохта | Скасований з 14 грудня 2024 року, курсував через день |
| 149/150                                       | Кременчук — Івано-Франківськ           | Скасований з 15 грудня 2024 року, курсував через день |
| 207/208                                       | Харків — Одеса                         | Сезонного призначення, за вказівкою |
| 271/272                                       | Харків — Одеса                         | Сезонного призначення, за вказівкою |
| 273/274                                       | Харків — Одеса                         | Сезонного призначення, за вказівкою |
| 375/376                                       | Харків — Херсон                        | Скасований, курсував щоденно |
| 471/472                                       | Харків — Одеса                         | Сезонного призначення, за вказівкою |
| 669/670                                       | Бахмач / Гадяч — Кременчук             | Курсував щоденно, переведений до категорії «приміських поїздів» під № 6683/8884 сполученням Кременчук — Ромодан / Гадяч |
| 773/774                                       | Кременчук — Київ                       | Скасований |
| 759/760                                       | Кременчук — Бахмач                     | Скасований |

Курсування поїзда № 773/774, який сполучав Київ з Кременчуком, було скасовано з 4 листопада 2016 року, у зв'язку з відсутністю технічних можливостей для продовження його курсування. Після скасування цього поїзда призначався поїзд № 759/760 сполученням Кременчук — Бахмач.
З 11 грудня 2016 року призначено поїзд категорії «регіональний експрес» сполученням Київ — Кременчук, час в дорозі якого складає близько 5 годин.
З 12 грудня 2016 року курсували через день вагони безпересадкового сполучення Луцьк — Харків (через станції Рівне, Козятин I, Знам'янку, Павлиш, Кременчук, Кобеляки, Полтаву), з 10 грудня 2017 року, замість групи вагонів безпересадкового сполучення, був призначений нічний швидкий поїзд № 127/128 Харків — Ковель (скасований у  березні 2020 року, курсував через день).
З 3 вересня 2025 року призначений нічний швидкий поїзд № 259/260 сполученням Кременчук — Чоп, маршрут якого пролягає через станції Вінниця, Хмельницький, Тернопіль, Львів.
Приміське сполучення
Зі станції курсують приміські електро- та дизель-поїзди, рейкові автобуси у:
- Полтавському напрямку: Полтава, Кобеляки;
- Ромоданському напрямку: Ромодан, Глобине, Хорол;
- Знам'янському напрямку: Павлиш, Знам'янка.

| Рух поїздів приміського сполучення по станції Кременчук |                                     |
| Тип поїзда                                              | Маршрут сполучення                  |
| Дизель-поїзд                                            | Ромодан — Крюків-на-Дніпрі          |
| Дизель-поїзд                                            | Полтава-Південна — Кременчук        |
| Дизель-поїзд                                            | Кременчук — Ромодан                 |
| Дизель-поїзд                                            | Крюків-на-Дніпрі — Полтава-Південна |
| Рейковий автобус                                        | Кременчук — Веселий Поділ           |
| Приміський                                              | Кременчук — Кобеляки                |
| Електропоїзд                                            | Полтава-Південна — Кременчук        |
| Рейковий автобус                                        | Веселий Поділ — Кременчук           |
| Електропоїзд                                            | Кременчук — Полтава-Південна        |
| Приміський                                              | Знам'янка-Пасажирська — Кременчук   |
| Приміський                                              | Кобеляки — Кременчук                |
| Приміський                                              | Кременчук — Кобеляки                |
| Приміський                                              | Кременчук — Хорол                   |
| Дизель-поїзд                                            | Полтава-Південна — Кременчук        |
| Дизель-поїзд                                            | Ромодан — Кременчук                 |
| Дизель-поїзд                                            | Кременчук — Ромодан                 |
| Дизель-поїзд                                            | Кременчук — Полтава-Південна        |
| Приміський                                              | Кобеляки — Кременчук                |
| Приміський                                              | Хорол — Кременчук                   |

## Послуги
Кременчуцький вокзал надає наступні послуги:
- оголошення про прибуття/відправлення поїздів;
- збереження одного місця багажу та вантажобагажу;
- збереження ручної поклажі в автоматичних камерах схову вокзалів;
- примусове відкриття комірки автоматичної камери схову;
- збереження ручної поклажі в автоматичній камері схову більш установленого терміну;
- збереження ручної поклажі в стаціонарній камері схову;
- проживання в кімнаті матері та дитини;
- проживання в кімнаті відпочинку
- надання письмової довідки пасажирам про вартість проїзду в поїздах;
- надання письмової довідки пасажирам про вартість проїзду в межах України;
- Надання письмової довідки; пасажирам про вартість проїзду за межі України;
- маркування багажу;
- повідомлення за телефоном  про прибуття вантажу й багажу;
- попередній прийом, збереження багажу на вокзалах;
- письмове повідомлення про прибуття вантажу, багажу;
- надання бирки на багаж;
- оформлення групової заявки;
- оголошення по вокзальному радіо;
- користування праскою;
- обслуговування в сервіс-касі;
- виклик таксі;
- використання багажного візка.

## Факти
- Взимку біля вокзалу працює пункт обігріву, які обладнані обігрівачами, є можливість випити гарячого чаю та поїсти, що призначений переважно для соціально незахищених осіб[9].
- Вокзал охороняється поліцією, наявне відеоспостереження[10].

## Галерея

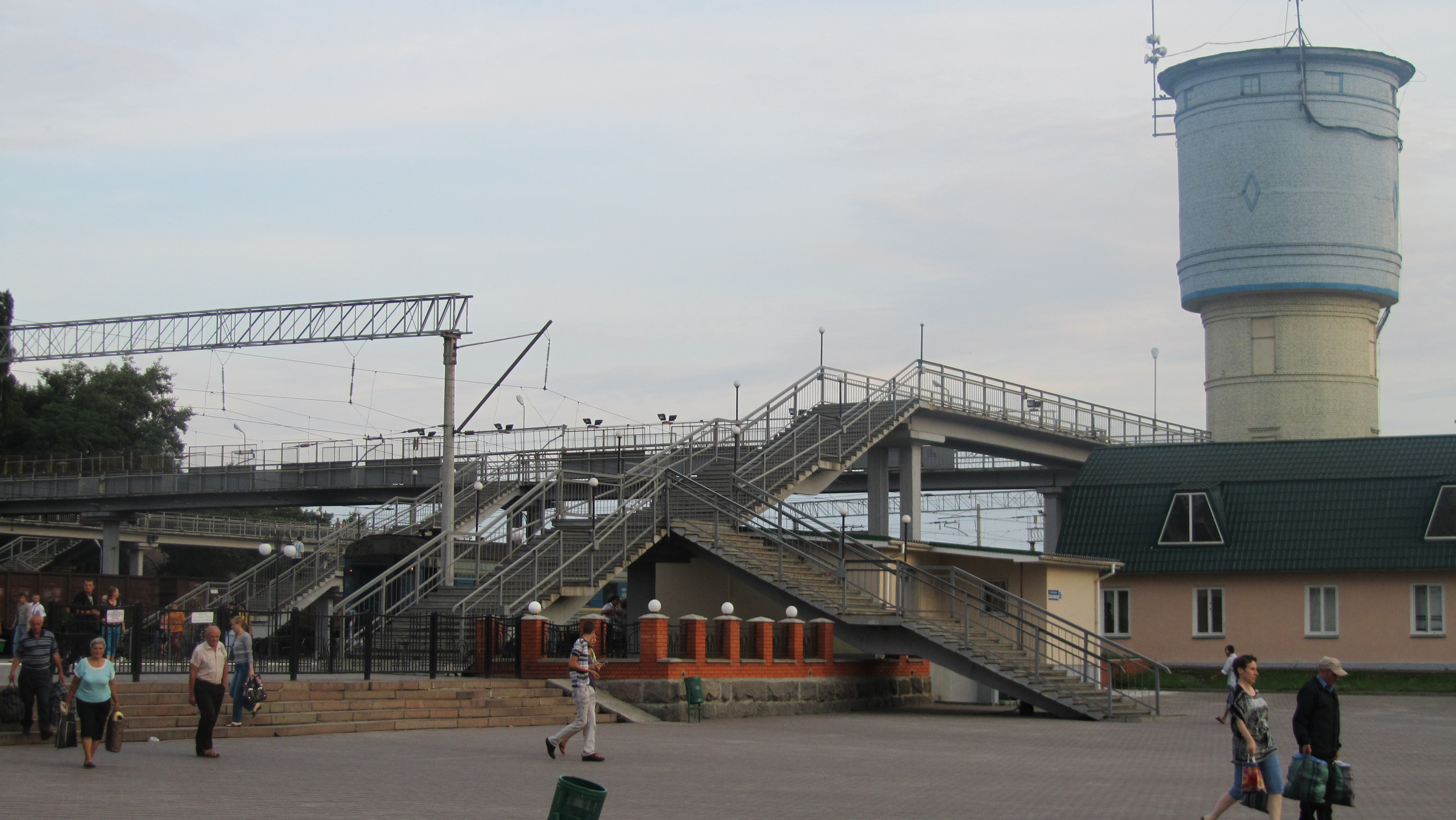
Пішохідний перехід через залізничні колії
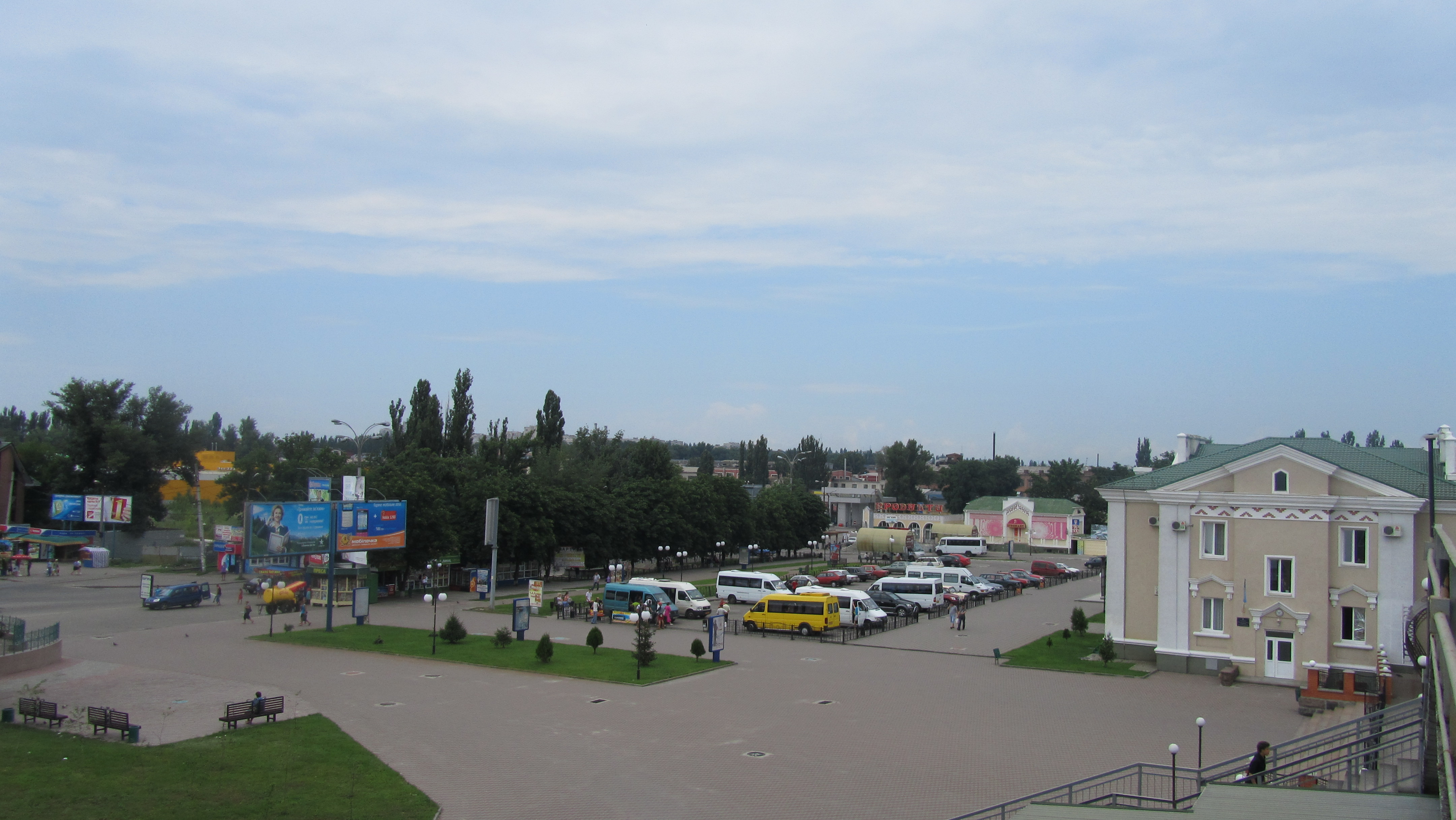
Краєвид з пішохідного переходу на станцію
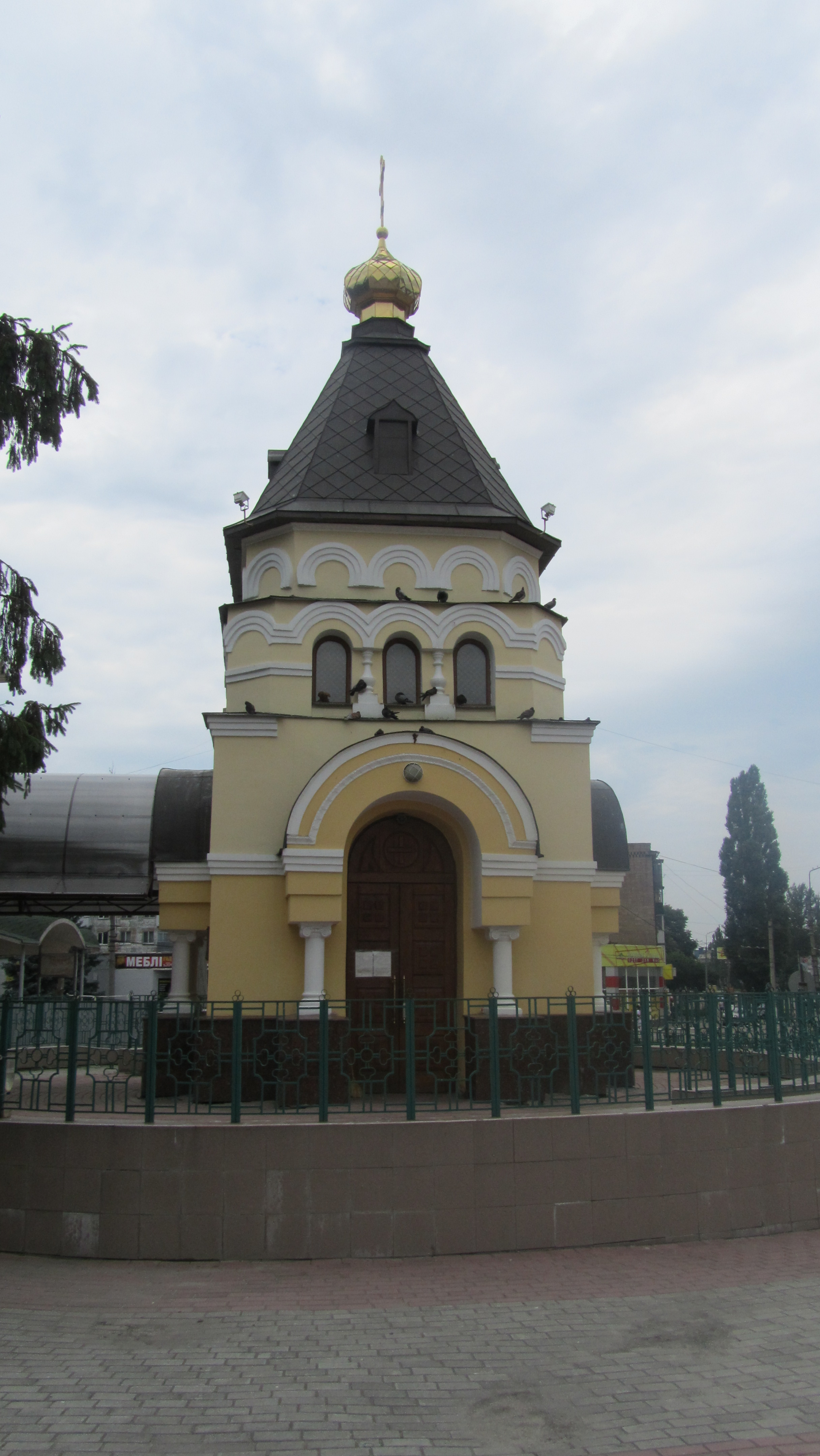
Каплиця
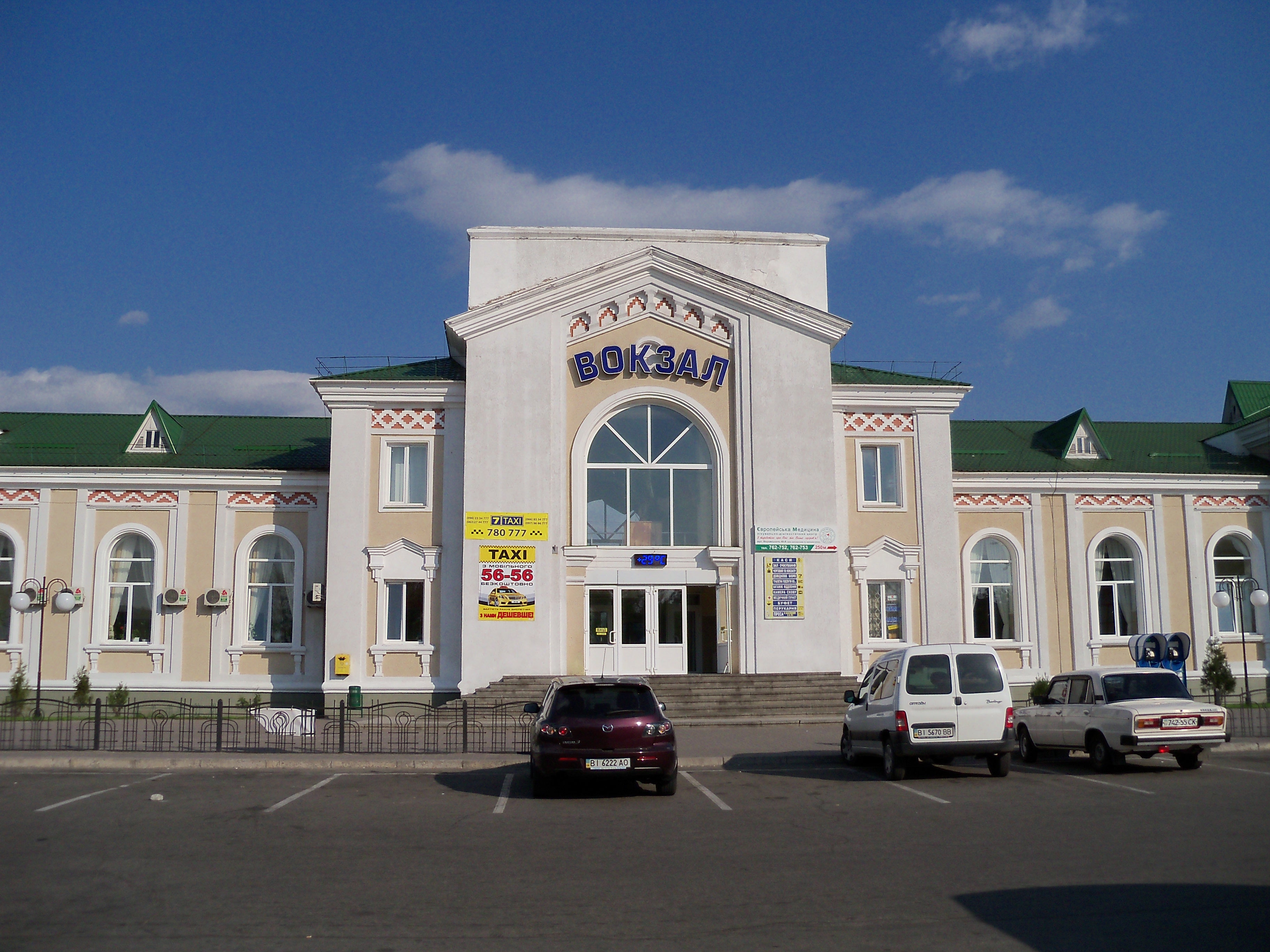
Вокзал навесні 2011 року